# アルヴィン・ヨーク

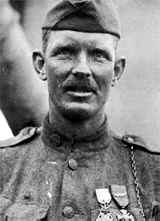
アルヴィン・ヨーク

アルヴィン・C・ヨーク（Alvin Cullum York、1887年 - 1964年9月2日）はアメリカの軍人。

## 略歴
米国南部のテネシー州にある貧農の出身で若い頃は不良だった時期もあるが、牧師との出会いをきっかけに敬虔なクリスチャンに変わったという。
1914年に勃発した第一次世界大戦により27歳の時に軍に徴兵されてヨーロッパの戦線へ送られた。
当初は軍人になる事を嫌がっていたが彼は銃の射撃が上手く軍隊において次第に頭角を現してきた。
そして1918年10月8日にフランスのアルゴンヌにおける戦闘で、自軍の10倍以上もの勢力があるドイツ軍を相手に戦って大勝利を納めることになる。
この「アルゴンヌの戦い」と呼ばれる戦闘でアルヴィン・ヨーク率いるアメリカ軍の兵士達は、その10倍以上もの規模を誇るドイツ軍相手に勇敢に戦い、25名のドイツ兵を殺害し、132名ものドイツ兵を捕虜にするという奇跡的な大勝利をおさめた。
この功績は即座にアメリカ本土へも伝えられて彼は一躍アメリカの英雄となった。
後日この武勲により、アメリカより名誉勲章と殊勲十字章が、フランスより陸軍勲章が、それぞれ授与された。
戦後、アメリカへ帰国後しばらくの間は講演をするなどして生計を立てていたが、その後は故郷へ戻り地元の農業発展に色々と貢献した。1964年9月2日にナッシュビルの病院にて76歳で死去。

## 映画・「ヨーク軍曹」
彼のアルゴンヌにおける戦闘はその後1941年にゲイリー・クーパーの主演で映画化された。
この映画の詳細は「映画・ヨーク軍曹」を参照のこと。